# Torneio de xadrez de Manila de 1976
O Torneio de xadrez de Manila de 1976 foi um torneio Interzonal realizado com o objetivo de selecionar três jogadores para participar do Torneio de Candidatos de 1977, que foi o Torneio de Candidatos do ciclo 1976-1978 para escolha do desafiante ao título no Campeonato Mundial de Xadrez de 1978.
A competição foi realizada na cidade de  Manila de 12 de junho a 12 de julho e teve como vencedor Henrique Mecking.

## Tabela de resultados[1][3]
Os nomes em fundo verde claro indicam os jogadores que participaram do torneio de Candidatos do ano seguinte:
|    |                         | Rating | 1 | 2 | 3 | 4 | 5 | 6 | 7 | 8 | 9 | 10 | 11 | 12 | 13 | 14 | 15 | 16 | 17 | 18 | 19 | 20 | Total | Tie break |
| -- | ----------------------- | ------ | - | - | - | - | - | - | - | - | - | -- | -- | -- | -- | -- | -- | -- | -- | -- | -- | -- | ----- | --------- |
| 1  | BRA Henrique Mecking    | 2620   | - | ½ | ½ | 1 | ½ | ½ | ½ | 1 | ½ | 0  | ½  | 1  | ½  | 1  | 1  | ½  | ½  | 1  | 1  | 1  | 13    |           |
| 2  | URS Lev Polugaevsky     | 2635   | ½ | - | 0 | ½ | ½ | ½ | ½ | ½ | 1 | ½  | 1  | ½  | ½  | 1  | ½  | 1  | 1  | ½  | 1  | 1  | 12½   | 108.75    |
| 3  | TCH Vlastimil Hort      | 2600   | ½ | 1 | - | 0 | ½ | 0 | ½ | 0 | ½ | ½  | 1  | ½  | 1  | ½  | 1  | 1  | 1  | 1  | 1  | 1  | 12½   | 106.25    |
| 4  | URS Vitaly Tseshkovsky  | 2550   | 0 | ½ | 1 | - | ½ | ½ | 0 | 1 | ½ | ½  | ½  | ½  | 0  | 1  | 1  | 1  | 1  | ½  | 1  | 1  | 12    |           |
| 5  | HUN Zoltán Ribli        | 2475   | ½ | ½ | ½ | ½ | - | 1 | 1 | 1 | ½ | 0  | ½  | 0  | 1  | 1  | ½  | 0  | ½  | ½  | 1  | 1  | 11½   | 106.50    |
| 6  | YUG Ljubomir Ljubojević | 2620   | ½ | ½ | 1 | ½ | 0 | - | 0 | 0 | 1 | ½  | 0  | ½  | 1  | 1  | 1  | 1  | ½  | 1  | ½  | 1  | 11½   | 101.75    |
| 7  | EUA Lubomir Kavalek     | 2540   | ½ | ½ | ½ | 1 | 0 | 1 | - | ½ | ½ | 1  | ½  | 1  | 0  | ½  | 0  | 0  | ½  | ½  | 1  | 1  | 10½   | 98.00     |
| 8  | ARG Oscar Panno         | 2520   | 0 | ½ | 1 | 0 | 0 | 1 | ½ | - | 1 | 1  | 0  | ½  | ½  | 0  | ½  | ½  | 1  | 1  | ½  | 1  | 10½   | 92.25     |
| 9  | URS Yuri Balashov       | 2545   | ½ | 0 | ½ | ½ | ½ | 0 | ½ | 0 | - | 1  | ½  | ½  | ½  | 1  | ½  | ½  | 1  | 1  | 1  | ½  | 10½   | 90.00     |
| 10 | URS Boris Spassky       | 2630   | 1 | ½ | ½ | ½ | 1 | ½ | 0 | 0 | 0 | -  | ½  | 1  | ½  | ½  | ½  | ½  | ½  | ½  | ½  | 1  | 10    | 94.00     |
| 11 | ROM Florin Gheorghiu    | 2540   | ½ | 0 | 0 | ½ | ½ | 1 | ½ | 1 | ½ | ½  | -  | 1  | ½  | ½  | ½  | ½  | 0  | ½  | 1  | ½  | 10    | 93.00     |
| 12 | GDR Wolfgang Uhlmann    | 2555   | 0 | ½ | ½ | ½ | 1 | ½ | 0 | ½ | ½ | 0  | 0  | -  | 1  | 1  | ½  | 1  | 1  | ½  | 0  | 1  | 10    | 90.00     |
| 13 | ITA Sergio Mariotti     | 2470   | ½ | ½ | 0 | 1 | 0 | 0 | 1 | ½ | ½ | ½  | ½  | 0  | -  | 1  | ½  | ½  | 1  | 1  | 1  | 0  | 10    | 88.50     |
| 14 | ARG Miguel Quinteros    | 2540   | 0 | 0 | ½ | 0 | 0 | 0 | ½ | 1 | 0 | ½  | ½  | 0  | 0  | -  | 1  | 1  | 1  | 1  | 1  | 1  | 9     |           |
| 15 | EUA Walter Browne       | 2585   | 0 | ½ | 0 | 0 | ½ | 0 | 1 | ½ | ½ | ½  | ½  | ½  | ½  | 0  | -  | 1  | 1  | ½  | 0  | 1  | 8½    |           |
| 16 | PHI Eugenio Torre       | 2505   | ½ | 0 | 0 | 0 | 1 | 0 | 1 | ½ | ½ | ½  | ½  | 0  | ½  | 0  | 0  | -  | 0  | 1  | 1  | 0  | 7     |           |
| 17 | CAN Peter Biyiasas      | 2460   | ½ | 0 | 0 | 0 | ½ | ½ | ½ | 0 | 0 | ½  | 1  | 0  | 0  | 0  | 0  | 1  | -  | 1  | ½  | 0  | 6     |           |
| 18 | GDR Ludek Pachman       | 2520   | 0 | ½ | 0 | ½ | ½ | 0 | ½ | 0 | 0 | ½  | ½  | ½  | 0  | 0  | ½  | 0  | 0  | -  | ½  | ½  | 5     | 47.50     |
| 19 | SGP Tan Lian Ann        | 2365   | 0 | 0 | 0 | 0 | 0 | ½ | 0 | ½ | 0 | ½  | 0  | 1  | 0  | 0  | 1  | 0  | ½  | ½  | -  | ½  | 5     | 42.50     |
| 20 | IRN Khosro Harandi      | 2380   | 0 | 0 | 0 | 0 | 0 | 0 | 0 | 0 | ½ | 0  | ½  | 0  | 1  | 0  | 0  | 1  | 1  | ½  | ½  | -  | 5     | 38.25     |